# Basseterre
Basseterre (en francés: Tierra Baja) es la capital de San Cristóbal y Nieves y de la parroquia de Saint George Basseterre. Tiene una población estimada de 19 000 habitantes (2001). La ciudad se encuentra situada en la isla de San Cristóbal, y es uno de los principales depósitos comerciales de las islas de Barlovento de las Antillas Menores.

## Nombre
En francés significa literalmente: "tierra baja" tanto por la poca elevación del terreno como por su ubicación en una playa a sotavento.

## Historia
Basseterre fue fundada por los franceses en 1627. Durante el gobierno de De Poincy entre 1639 y 1660, la ciudad estaba ubicada en un punto estratégico, que le permitió desarrollar una importante actividad portuaria. De Poincy rechazó subordinarse ante el rey de Francia, debido a su posición de caballero de la Gran Cruz de la Orden de Malta exigió mayor lealtad de la que se debía al rey.
La isla de San Cristóbal, y por consecuente la ciudad de Basseterre, ha padecido la furia de la naturaleza en varias ocasiones, debido a su ubicación, huracanes y terremotos la azotan periódicamente. La historia recuerda el año de 1876 como uno de los más catastróficos, en el que la ciudad fue devastada no solo por los fenómenos climáticos antes mencionados, sino también por un incendio que redujo la ciudad a cenizas; es por esta razón que muchos de los edificios franceses desaparecieron del mapa de la ciudad, aunque aún quede un pequeño vestigio de estos como la Casa Georgiana ubicada en la plaza de independencia, hoy convertida en un bar-restaurante.

## Geografía
La localidad de Basseterre se encuentra ubicada al sur de la isla de San Cristóbal en el mar Caribe.
Gracias a su ubicación tropical, la ciudad goza de un clima agradable para el turismo, además para el desarrollo y reproducción de la flora típica de la región, la localidad cuenta con una vegetación exuberante, montañas volcánicas, selvas tropicales y campos de caña de azúcar, una de las mayores fuentes de empleo de las Antillas.

### Clima
Bajo la clasificación climática de Köppen, Basseterre se engloba dentro del clima ecuatorial. Como es característico en los lugares con este clima, las temperaturas permanecen constantes a lo largo de todo el año, con valores medios de unos 27 °C. Basseterre no tiene estación seca; los 12 meses, de media, reciben unos 60 mm de precipitaciones. Como promedio, 1700 mm de lluvia caen todos los años en la ciudad.
| Mes                                                                                   | Ene       | Feb       | Mar       | Abr       | May       | Jun       | Jul       | Ago       | Sep       | Oct       | Nov       | Dic       | Año         |
| ------------------------------------------------------------------------------------- | --------- | --------- | --------- | --------- | --------- | --------- | --------- | --------- | --------- | --------- | --------- | --------- | ----------- |
| Máx. Med. °C (°F)                                                                     | 27 (80.6) | 27 (80.6) | 28 (82.4) | 28 (82.4) | 29 (84.2) | 31 (87.8) | 31 (87.8) | 31 (87.8) | 32 (89.6) | 31 (87.8) | 29 (84.2) | 28 (82.4) | 29 (84.2)   |
| Mín. Med. °C (°F)                                                                     | 24 (75.2) | 24 (75.2) | 24 (75.2) | 24 (75.2) | 26 (78.8) | 26 (78.8) | 26 (78.8) | 26 (78.8) | 26 (78.8) | 26 (78.8) | 25 (77)   | 24 (75.2) | 25 (77)     |
| Media de horas de sol                                                                 | 7         | 7         | 7         | 8         | 8         | 7         | 8         | 8         | 7         | 8         | 7         | 7         | 7           |
| Precipitaciones pulgadas (mm)                                                         | 4.8 (122) | 4.4 (112) | 4.4 (112) | 3.5 (89)  | 3.8 (97)  | 4.4 (112) | 6.1 (155) | 7.2 (183) | 7.7 (196) | 7.7 (196) | 7.1 (180) | 5.5 (140) | 66.6 (1692) |
| Fuente: Archivado el 27 de julio de 2017 en Wayback Machine., BBC Weather (en inglés) |           |           |           |           |           |           |           |           |           |           |           |           |             |

## Economía
La refinería de azúcar fue la principal industria de la localidad hasta que en 2005 ésta fuera puesta en un segundo plano, aunque compensada con la industria turística.

## Patrimonio

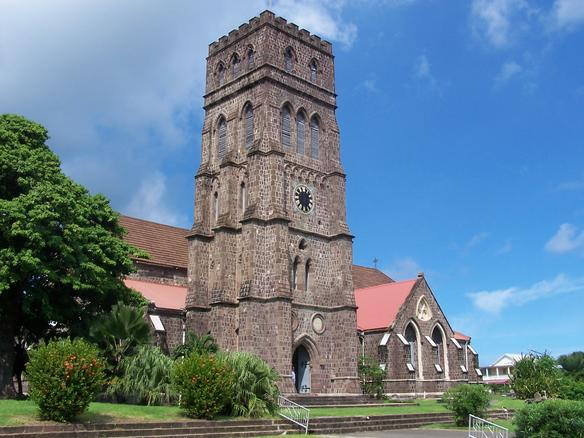
Iglesia anglicana de San Jorge en Basseterre.

Basseterre es una ciudad testigo de un pasado colonial a la vez francés y británico. Los museos, las catedrales, las plazas y los fuertes son el mayor legado de los británicos a la ciudad.
Entre los lugares emblemáticos de la ciudad se encuentran:
- Plaza de la Independencia, en donde se encuentra además la Catedral de la Inmaculada Concepción (católica);
- Iglesia anglicana de San Jorge (en inglés St Georges);
- Fuerte Brimstone Hill, construido en 1690, enteramente de piedra negra;
- Plaza ortogonal Circus;
- Mercados de la ciudad y ferias artesanales.

## Ferrocarril
La línea ferroviaria de trocha angosta (0,762 m) de Saint-Kitts, con 58 km de longitud tiene una estación en Basseterre. Este ferrocarril fue diseñado para transportar la caña de azúcar hasta la central azucarera, ubicada en la capital, actualmente es un tren turístico que recorre desde Sandy Point hasta Basseterre.

## Fiestas
Las fiestas de la ciudad se celebran entre el 24 de diciembre y el 2 de enero.